# Газета по-українськи
«Газе́та по-украї́нськи» — друкована всеукраїнська суспільно-політична газета. Заснована у 2005 році підприємством ТОВ "Видавнича група «Нова інформація», до складу якого входять також щотижневий журнал «Країна» та інформаційно-новинний інтернет-ресурс Gazeta.ua. Газета вперше вийшла у вересні 2005 року. Останній паперовий номер - №2420 від 24.12.2022, відтоді ЗМІ працює у форматі новинного сайту . 
Друкувалася українською мовою. Виходила у вівторок та п'ятницю з програмою телебачення. Електронну версія архіву зберігається на сайті — Gazeta.ua. Сайт видання розпочав свою роботу у 2006 році. Видавництво (у відповідності до вихідних даних газети) — Товариство з обмеженою відповідальністю "Видавнича компанія «Нова інформація» (реєстраційне свідоцтво КВ № 24636–14576ПР від 14.12.2020 року.
Має редакції у Львові, Вінниці, Полтаві та Черкасах.
Головний редактор Запорожченко Роман Олександрович, змінив на цій посаді Володимира Рубана.

## Власники
Власником видання до 2015 року було ТОВ "Видавнича група «Нова інформація». За непідтвердженою інформацією, ця видавнича група належала Івану Васюнику та Констянтину Жеваго. З 2020 року засновником та власником видання є Товариство з обмеженою відповідальністю "Видавнича компанія «Нова інформація». Зазначене Товариство належить Желізняк Аллі Василівні, яка є його директором та засновником.